# José Tomás Ovalle
José Tomás Ovalle, né le 21 décembre 1787 à Santiago et mort le 21 mars 1831 dans la même ville, est un homme d'État chilien, président provisoire du Chili du 24 décembre 1829 au 18 février 1830 et du 1er avril 1830 au 8 mars 1831.